# Athens Pride

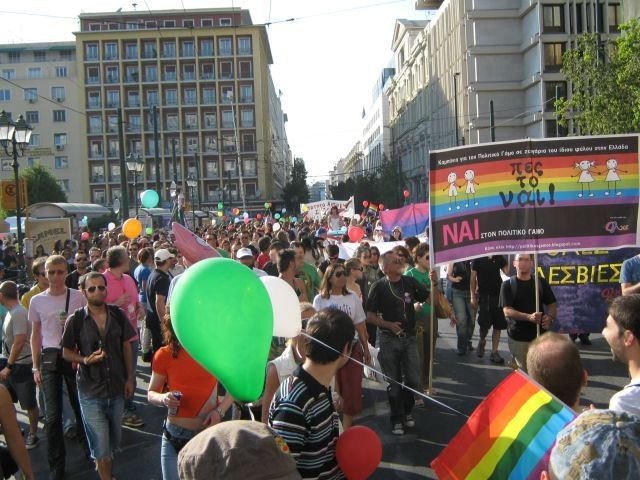
Manifestacja w 2008 r.

Athens Pride – coroczna impreza organizowana od 2005 r. przez środowisko LGBT w Atenach, będąca krajowymi obchodami Christopher Street Day w Grecji. Według organizatorów, celem Atens Pride jest zaznaczenie obecności lesbijek, gejów i transseksualistów w społeczeństwie poprzez organizację publicznego festiwalu dumy w rocznicę wydarzeń Stonewall oraz wzmocnienie poczucia wspólnoty wśród osób LGBT.

## Historia

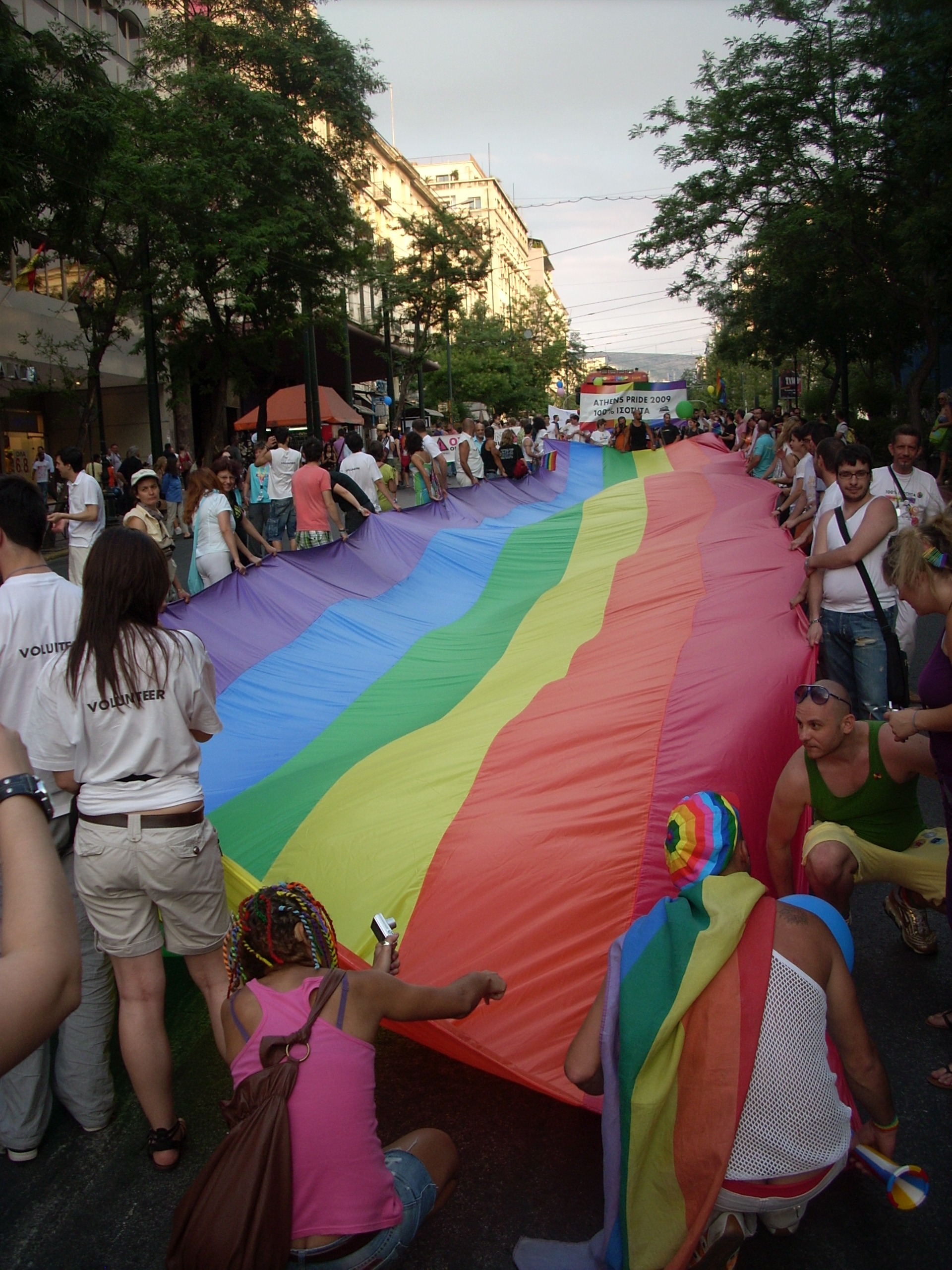
Athens Pride 2009

Pierwsza próbę organizacji gay pride w Grecji podjęła na małą skalę organizacja AKOE (Απελευθερωτικό Κίνημα Ομοφυλόφιλων Ελλάδας, Grecki Ruch Wyzwolenia Gejów) w dniu 28 czerwca 1980 w Atenach i ponownie dwa lata później pod Zappeionem. W ciągu dziesięciu kolejnych lat organizowano w Atenach podobne imprezy, głównie z indywidualnej inicjatywy – na Wzgórzu Strefi w latach 1992, 1994, 1995, w parku Pedion tou Areos w 1993 i 1996 oraz zamknięte imprezy w 1998 i 1999. W tym samym czasie na plaży z Salonikach podobne wydarzenia organizowała ΟΠΟΘ (Ομάδα Πρωτοβουλίας Ομοφυλόφιλων Θεσσαλονίκης, Gejowska Grupa Inicjatywna Saloniki).
Od 2005 r. wszystkie organizacje i stowarzyszenia LGBT w Grecji organizują wspólnymi siłami gay pride, przeważnie w czerwcu na placu Klafthmonos w centrum Aten. W pierwszym roku patronatu udzieliła burmistrz Aten, Dora Bakojani, ale już jej następca Nikitas Kalamanis z ND regularnie odmawia oficjalnego wsparcia. Athens Pride w 2005 roku zorganizowano pod hasłem „Każde życie i miłość zasługuje na szacunek” i według organizatorów wzięło w nim udział około 1000 osób. Edycja 2009 zorganizowana została 13 czerwca pod hasłem „100% równości”.